# Джон Хік
Джон Хік (англ. John Hick; 20 січня 1922, Скарборо, Англія — 9 лютого 2012, Бірмінген, Англія) — британський філософ релігії і теолог. Більшу частину своєї кар'єри викладав у США. У філософській теології він зробив внесок у галузі теодицеї, есхатології та христології, а у філософії релігії — в галузі епістемології релігії та релігійного плюралізму.

## Біографія
Джон Хік народився 20 січня 1922 року в сім'ї середнього класу в Скарборо, Північний Райдинг Йоркшира, Англія. У підлітковому віці він виявив інтерес до філософії та релігії, чому сприяв його дядько, який був письменником та викладачем у Манчестерському університеті . Спочатку Хік навчався в квакерській школі Бутхем в Йорку, а потім отримав ступінь юриста в Університеті Халла, але, прийнявши євангельське християнство, вирішив змінити професію і в 1941 вступив до Единбурзького університету.
Під час навчання він був призваний на військову службу під час Другої світової війни, але, відмовившись від військової служби з міркувань совісті, вступив до підрозділу Санітарної служби Друзів.
Після війни він повернувся до Единбурга, захопився філософією Іммануїла Канта і почав сумніватися в його фундаменталізмі. В 1948 він захистив магістерську дисертацію, яка лягла в основу його книги «Віра і знання». Потім він отримав ступінь доктора філософії. В 1950 закінчив Орієл-коледж Оксфордського університету, а в 1975 — Единбурзький університет. У 1977 році він отримав ступінь почесного професора богослов'я на факультеті теології Упсальського університету в Швеції.
У 1953 році він одружився з Джоан Хейзел Бауерс (пом. 1996), і у пари народилося четверо дітей. Після багатьох років перебування як члена Об'єднаної реформатської церкви, у жовтні 2009 року він був прийнятий до членів Релігійного товариства друзів (квакерів) у Великій Британії. Він помер від ускладнень пневмонії в лікарні Королеви Єлизавети в Бірмінгемі 9 лютого 2012 року у віці 90 років.

## Кар'єра
Серед академічних посад Хіка були Денфорд, професор філософії релігії у Каліфорнійському університеті Клермонт (де він викладав із 1979 по 1992 рік); Х. р. Вуд, професор теології Бірмінгемського університету; та науковий співробітник Інституту перспективних досліджень у галузі мистецтв та соціальних наук Бірмінгемського університету.
Під час навчання у Бірмінгемському університеті Хік грав важливу роль у низці організацій, які займалися суспільними відносинами. Нехристиянські громади, в основному індуїстські, мусульманські та сикхські, почали формуватися в Центральній Англії в міру збільшення імміграції з Карибських островів та Індійського субконтиненту . У зв'язку з припливом людей із різними релігійними традиціями виникла потреба у організаціях, орієнтованих інтеграцію співтовариства. За п'ятнадцять років навчання у Бірмінгемському університеті Хік став засновником та першим головою групи «Всі релігії за одну расу» (AFFOR); він був головою комісії з релігії та культури, яка була підрозділом Комітету зі зв'язків із громадськістю Бірмінгема; він також очолював координаційний комітет конференції 1944 року, скликаної відповідно до нового закону про освіту з метою розробки нової програми релігійного навчання в міських школах.
Мало кому відомо, що в період з 1970 по 1974 р. ранній провінціал відстоював суттєво іншу теорію релігійного плюралізму, засновану не на І. Канте, а на індійській містиці XX століття Шрі Ауробіндо.
Він також обіймав викладацькі посади в Корнеллському університеті, Принстонской теологической семинарии  та Кембриджському університеті. Під час свого викладання в Прінстонській семінарії Хік почав відходити від своїх консервативних релігійних поглядів, оскільки поставив питання, «чи вимагає віра у втілення віри в буквальну історичність непорочного зачаття». Ці питання дозволили б Хіку глибше вивчити його власну христологію, що сприяло б розуміння релігійного плюралізму. Він був віце-президентом Британского общества философии религии  та віце-президентом Всемирного конгресса религий.
У 1986—1987 роках Хік читав гіффордські лекції, а в 1991 році вон був удостоєний престижної премії Гравемейєра від Луїсвілльського університету та Луисвилльской пресвитерианской теологической семинарии за релігію  .
Джон Хік двічі притягувався до кримінальної відповідальності за єресь. У 1961 чи 1962 році його запитали, чи він заперечує проти чогось у Вестмінстерському сповіданні 1647 року, і він відповів, що деякі пункти залишаються під питанням. Через це деякі місцеві служителі подали апеляцію проти його прийняття до пресвітерії. Синод задовольнив їхню апеляцію. Рік по тому Судовий комітет Генеральної Асамблеї задовольнив зустрічну апеляцію, яка стала членом пресвітерії.

## Філософія
Роберт Смід стверджує, що Хіка регулярно називають «одним із самих, якщо не просто самим — видатний філософ релігії XX століття». Кіт Уорд одного разу назвав його «найбільшим із нині живих філософів світової релігії». Він найбільш відомий своєю пропагандою релігійного плюралізму, який радикально відрізняється від традиційних християнських навчань, яких він дотримувався, коли був молодшим. Можливо, через його активну участь у міжконфесійних групах та взаємодії з людьми нехристиянських віросповідань через ці групи Хік почав схилятися до плюралістичного світогляду. Він зазначає і те, й інше по-різному? І про Бога, і про Всесвіт релігій, що, познайомившись із цими людьми, які належали до нехристиянських конфесій, він побачив у них ті самі цінності та моральні вчинки, які він розпізнавав в інших християнах. Це спостереження змусило його задуматися про те, як Бог, що любить, міг засудити нехристиян, які явно дотримуються цінностей, шанованих у християнстві, до вічного перебування в пеклі. Потім Хік почав намагатися знайти кошти, за допомогою яких усі прихильники теїстичної релігії могли б знайти порятунок.
Хік особливо розкритикував тодішнього кардинала Йозефа Ратцінгера (майбутнього папи римського Бенедикта XVI ), у період з 2005 по 2013 рік, коли він очолював Конгрегацію доктрини віри. Ратцінгер вивчив роботи кількох теологів, звинувачених у релятивізмі, таких як Жак Дюпюї та Роджер Хейт, і виявив, що багато хто з них, якщо не всі, були філософськи натхненні Хіком. Таким чином, декларація «Dominus Iesus» була сприйнята багатьма тоді як засудження ідей та теорій філософа Хіка.

### Вплив філософіїІммануїла Канта
Розпочавши свою кар'єру як євангеліст, він перейшов до плюралізму як способу примирення Божої любові з фактами культурної та релігійної різноманітності. У цьому відношенні на нього в першу чергу вплинув Іммануїл Кант, який стверджував, що людський розум затемнює реальну реальність для розуміння (див. теорію сприйняття Канта ). Згідно з Річардом Пітерсом, для Хіка це «інтерпретація ставлення людського розуму до «Бог… це» дуже схожому на відносини, які, як припускав Кант, існують між людським розумом і світом».
Попри це, Хік був суворо послідовником І. Канта. Пітерс зазначає, що «кордон між „ноуменальною“ та „феноменальною“ сферами (у тому, що стосується природи) для Хіка не так серйозна, як для Канта». Хік також заявляє, що Божественне Буття — це те, що він називає «транскатегоріальним», де людина може сприймати Бога через категорії, але сам Бог приховує їх за своєю природою.

### Плюралізм
У світлі свого кантіанського впливу Хік стверджує, що пізнання Реального (його загальний термін для позначення трансцендентної реальності) може бути пізнане тільки в тому вигляді, в якому воно сприймається. З цієї причини твердження про абсолютну істину про Бога (висловлюючись християнською мовою) насправді є істинними твердженнями про сприйняття Бога; тобто твердження про феноменального Бога, а не про ноуменального Бога. Більше того, оскільки всі знання ґрунтуються на досвіді, який потім сприймається та інтерпретується в рамках людських уявлень, культурні та історичні контексти, які неминуче впливають на людське сприйняття, обов'язково є компонентами знання про Реальність. Це означає, що знання про Бога і твердження про релігійну істину, що відносяться до нього, схильні до культурного та історичного впливу і з цієї причини не повинні вважатися абсолютними. Це важливий аспект аргументації Хіка проти исключительности християнства, який стверджує, що, хоча інші релігії можуть містити часткову доброту і істину, порятунок  тільки в Ісусі Христі, а повна істина про Бога міститься тільки в християнстві.
Можливо, найпростіший спосіб зрозуміти теорію плюралізму релігій Хіка — поділитися порівнянням, яке він проводить між своїм власним розумінням релігії та поглядом Миколая Коперника на Сонячну систему. До того, як Коперник поширив свої погляди на сонячно-центрований Всесвіт, панувала система Птолемея, в якій зірки були зображені на небі, а Сонце сходило і заходило навколо Землі. Коротше кажучи, решта Всесвіту існувала для Землі і була зосереджена на ній. З іншого боку, Коперник стверджував, що Земля, як і інші планети, обертається навколо Сонця, яке насправді не рухається, а тільки здається, що рухається через обертання Землі. Коперник прийшов до розуміння того, що інші планети рухаються навколо Сонця подібними траєкторіями; хоча кожна з них відрізняється, всі вони служать одній і тій же меті і призводять до того самого результату: кожна планета здійснює повний оборот навколо центральної зірки Сонячної системи — Сонця. Обертання планети навколо своєї осі створює для неї день і ніч, так само, як день і ніч відбуваються на Землі. Хоча часові рамки для повного обороту навколо Сонця та для повного циклу зміни дня і ночі різняться залежно від планети, концепція залишається незмінною у всій Сонячній системі.
Аналогічним чином, Хік наводить метафору, згідно з якою погляд Птолемеїв на релігію полягав би в тому, що християнство – це єдиний шлях до справжнього спасіння та пізнання єдиного істинного Бога. Християнство часів Птолемея стверджувало б, що все, що існує і вся історія розвивалася за певними законами на славу християнського Бога і що немає іншого можливого шляху, який призвів би до спасіння. Хік постає в образі Коперника, пропонуючи повірити в те, що, можливо, всі теїстичні релігії зосереджені на єдиному істинному Богу і просто використовують різні шляхи для досягнення тієї самої мети.
Лектор з релігійного плюралізму Кіт Е. Джонсон порівнює плюралістичну теологію Хіка з казкою про трьох сліпців, які намагаються описати слона: один чіпає його за ногу, другий — за хобот, третій обмацує бік слона. Кожна людина описує слона по-своєму, і, хоча кожен з них точний, кожен також переконаний у своїй правоті та помилковості двух інших.
Роберт Смід стверджує, що Хік вважає, що догмати християнства «більш нездійсненні в наш час і повинні бути ефективно і сильне знижені».
Більше того, Марк Манн зазначає, що Хік стверджує, що протягом усієї історії були люди, «які були зразками Сьогодення».
Позиція Хіка полягає в тому, що «це не виключно християнський інклюзівізм (як у Карла Ранера та його «Анонімного християнина»), а множинність взаємовиключних проявів інклюзівізму». Хік стверджує, що різні релігійні висловлювання (релігії) є результатом різних історичних та культурних реакцій на різні уявлення про сьогодення. Він стверджує, що «різні релігійні традиції зі своїми складними внутрішніми відмінностями розвивалися задоволення потреб різних менталітетів, виражених у різних людських культурах».
Було багато спростування плюралізму Хіка.

### Христологія Хіка
У своїй книзі «Бог і Всесвіт релігій» (1973) Хік намагається визначити суть християнства. Спочатку він цитує Нагірну проповідь Ісуса Христа як основне християнське вчення, оскільки вона дає практичний спосіб втілення християнської віри у життя. Він каже, що «суть християнства полягає не у вірі в Бога... а в тому, щоб жити як учні, які в ім'я Нього годують голодних, зцілюють хворих і творять справедливість у світі». Однак усі вчення, включаючи Нагірну проповідь, складають те, що Хік називає суттю християнства, випливають безпосередньо зі служіння Ісуса. У свою чергу це означає, що народження, життя, смерть і воскресіння Ісуса Христа становлять постійну основу християнської традиції. У цій роботі Хік продовжує досліджувати, яким чином сталося обожнювання Ісуса в корпоративному християнстві після його розп'яття, і задається питанням, чи справді Ісус вважав себе Месією і Божим Сином (Боголюдиною) у буквальному розумінні цього слова.В нескольких местах (например, в его работе «Миф о воплощённом Боге» и книге «Метафора воплощённого Бога») Хик предлагает переосмысление традиционной христологии, в частности учения о Воплощении Иисуса Христа. Хик утверждает, что «исторический Иисус из Назарета не учил и, по-видимому, не верил в то, что он был Богом или Богом-Сыном, Вторым лицом Святой Троицы, воплощённым или сыном Божьим в уникальном смысле». Именно по этой причине, а также, возможно, ради религиозного плюрализма и мира, Хик предлагает метафорический подход к воплощению. То есть Иисус (например) не был буквально Богом во плоти (воплощённым), но, образно говоря, был присутствием Бога. «Иисус был настолько открыт божественному вдохновению, настолько отзывчив к божественному духу, настолько послушен Божьей воле, что Бог смог действовать на земле в нём и через него. Я (деревенщина) верю, что это истинное христианское учение о воплощении». Хик считает, что метафорический взгляд на воплощение позволяет избежать ошибочных христианских парадоксов, таких как двойственность Христа (полностью Бога и полностью человека) и даже Троицы (Бог одновременно един и троечен).
Ні інтенсивні христологічні дебати століть, що передували Халкідонському собору, ні христологічні дебати XIX і XX століть, що відновилися, не призвели до того, щоб окреслити коло і зробити зрозумілим твердження про те, що той, хто був справжньою і недвозначною людиною, був також справжнім і недвозначним і несправедливим і недвозначним людиною.* «Миф о перевоплощении Бога», (на англ.)
|  | Neither the intense christological debates of the centuries leading up to the Council of Chalcedon, nor the renewed christological debates of the 19th and 20th Centuries, have succeeded in squaring the circle by making intelligible the claim that one who was genuinely and unambiguously a man was also genuinely and unambiguously God. |
— ""The Myth of God Incarnate" from N. F. Gier, God, Reason, and the Evangelicals (University Press of America, 1987), chapter 3.

## Проблема зла з погляду Хіка
Хік ототожнює себе з гілкою теодицеї, яку він називає «иринейской теодицеей» або «Захистом, що створює душу». Спрощення цієї погляду у тому, що страждання існує як духовного розвитку. Іншими словами, Бог припускає страждання, щоб людські душі могли зростати чи вдосконалюватися у напрямку дорослішання. Для Хіка, Бог, в кінцевому рахунку, несе відповідальність за біль і страждання, але такі речі насправді не такі вже й погані, і, можливо, володіючи більшим ступенем сприйняття, можна побачити, що «зло», яке ми відчуваємо через страждання, в кінцевому рахунку є не злом, а добром, оскільки воно використовується для душі. Тому Хік розглядає зло у вигляді болю та страждань як служіння благої мети Бога — привести «недосконале і незріле» людство до себе «у непохитній вірі та любові». У той же час Хік визнає, що в нашому світі цей процес часто зазнає невдачі. Хік стверджує, що, однак у потойбіччя «Бог в кінцевому рахунку досягне успіху в Своєї мети - залучити всіх людей до Себе».
Обговорення зла у сільській місцевості було оскаржено рядом теологів та філософів-моралістів, включаючи Девіда Гріффіна та Джона К. Рота. Використовуючи власні слова Хіка, Рот заявив: «Теодицея Хіка здається мені неправдоподібною, тому що я переконаний, що його твердження про доброту Бога не витримують натиску того, що він називає головною загрозою своєму власному погляду: „величезної кількості та інтенсивності як морального, так і природного зла“». У книзі «Зустріч зі злом» Стівен Девіс висловив чотири критичні зауваження на адресу Хіка: «По-перше, хоча жодна теодицея не вільна від труднощів, я вважаю, що теодицея Хіка не зовсім переконливо описує кількість зла, що існує у світі... богопознання ... По-третє, я вірю, що це також стикається з тим, що я називаю «економічно ефективною» критикою захисту свободи волі... Моя остання і найсерйозніша критика на адресу Хіка стосується його прихильності до універсалізму».

## Найбільші праці
Найбільші його праці:
- «Віра і знання» ( англ . "Faith and Knowledge", 1st ed. 1957, 2nd ed. 1966).
- «Існування Бога» (англ. "The Existence of God", (ed.) 1st ed. 1964), Macmillan Publishers ).
- «Зло і Бог Любові» (англ. "Evil and the God of Love", 1966, 1985, reissued 2007).
- «Багатолітня суперечка з Артуром К. МакГиллом[en]  » (англ. "The Many Faced Argument with Arthur C. McGill", 1967, 2009).
- «Філософія релігії» (англ. "Philosophy of Religion", 1970, 4th ed. 1990).
- «Смерть і вічне життя» (англ. "Death and the Eternal Life", (1st ed. 1976); 1994 pbk видання ).
- (Редактор) «Міф про втіленого Бога  » (англ. Myth of the Incarnate God Миф о воплощённом Боге[en]», 1977).
- (Редактор разом з Полом Ф. Книттером[en] ) «Міф про унікальність християнства: на шляху до плюралістичної теології релігій» (англ. The Myth of Christian Uniqueness: Toward a Pluralistic Theology of Religions, (1987) [25], 2005 ).
- «Християнська теологія релігій» (англ. A Christian Theology of Religions, 1995).
- «Інтерпретація релігії: реакція людини на трансцендентне» (англ. An Interpretation of Religion: Human Responses to the Transcendent, 1989, reissued 2004).
- «Метафора втіленого Бога» (англ. The Metaphor of God Incarnate, 1993, 2nd ed. 2005).
- «Нова межа релігії та науки: релігійний досвід, неврологія та трансцендентно» (англ. The New Frontier of Religion and Science: Religious Experience, Neuroscience and the Transcendent, 2006).